# خوان بينو
خوان بينو هو لاعب كرة مضرب كوبي، ولد في 3 يوليو 1965 في بينار ديل ريو في كوبا.

## وصلات خارجية
- خوان بينو على موقع رابطة محترفي التنس (الإنجليزية)
- خوان بينو على موقع الاتحاد الدولي لكرة المضرب (الإنجليزية)
- خوان بينو على موقع كأس ديفيز (الإنجليزية)
- خوان بينو على موقع خلاصة التنس.كوم (الإنجليزية)